# トゥルン

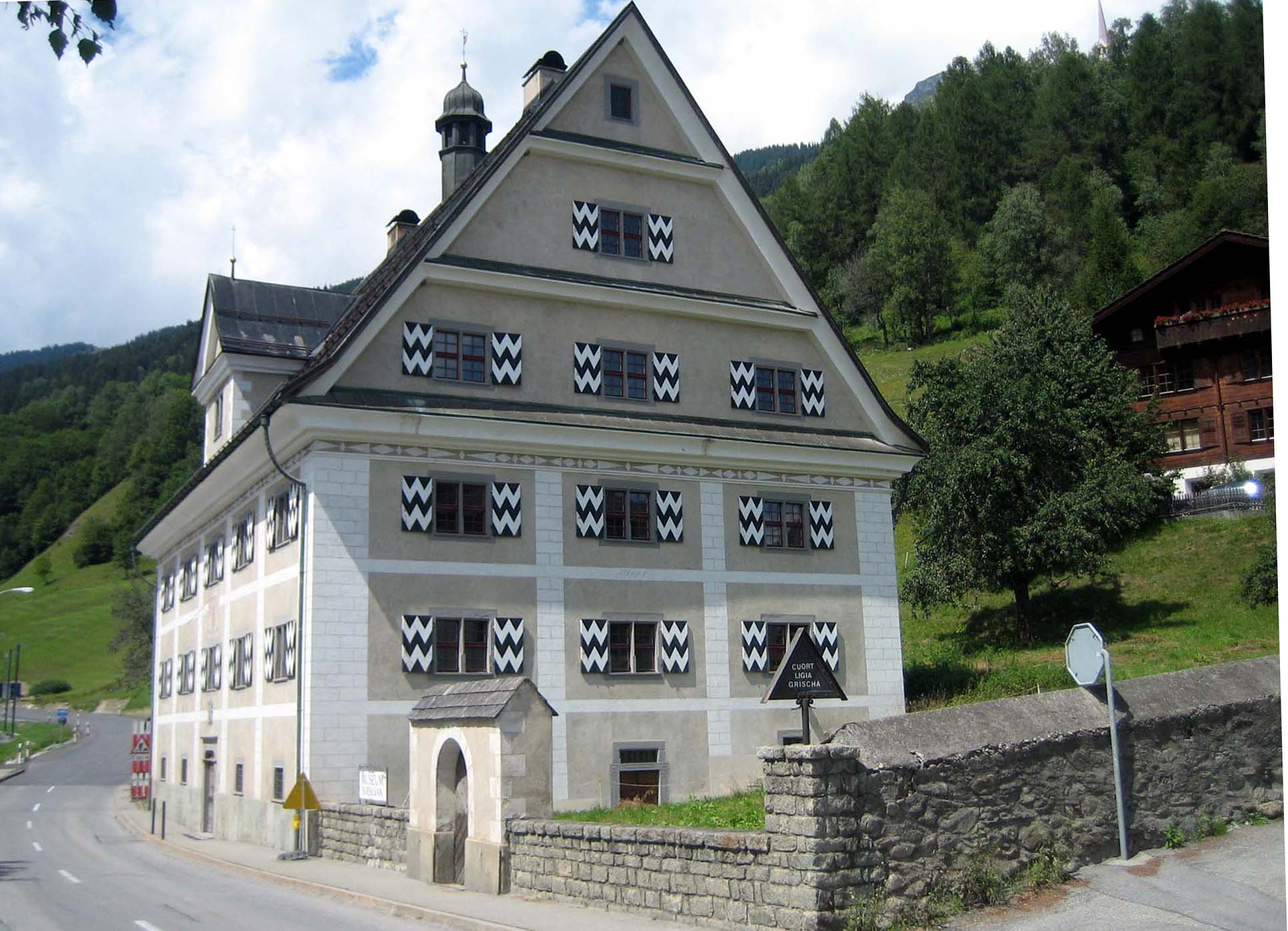
Haus Cuort

トゥルン（英語: Trun）はスイス、グラウビュンデン州、スルセルヴァ地方にある基礎自治体で、スイス最大級の私鉄、レーティッシュ鉄道の沿線に位置する。レーティッシュ鉄道は1911年に開通した私鉄である。人口は約1,200人（2010年現在）。住民の大半はロマンシュ語を母国語としている。
町の近くをライン川の最上流部分となるフォーダーライン川が流れる。さらに西の上流へ遡ると、ライン川の源流域がある。
画家、絵本作家のアロイス・カリジェはトゥルンで生まれ、カリジェの生家、アトリエ、墓がトゥルンに現存している。郷土博物館、Museum Sursilvan Cuort Ligia Grischaのほか、村内の学校や家の壁画でカリジェの作品を見ることができる。